# La ley del amor
La leye del amor é uma telenovela argentina produzida e exibida pela Telefe entre 18 de dezembro de 2006 e 7 de setembro de 2007.
Foi protagonizada por Soledad Silveyra, Raúl Taibo, Carolina Papaleo, Sebastián Estevanez e Sabrina Garciarena e antagonizada por Graciela Stéfani e Nicolás Pauls.

## Sinopse
Renata Guerrico é juiza federal, goza de grande prestígio, mas esconde um passado obscuro. Por causa de condenação, é ameaçada de morte e faz prender um rapaz a quem confunde com o autor das ameaças. No interrogatório, ele descobre que Lucas é o filho de Ignacio Pinedo, seu grande amor da juventude. Renata sente uma grande atração por Lucas, mas ele está ligada a Carolina, a enteada Renata, que se apaixona por ele. Em seguida, Renata descobre que Lucas é seu filho e que Ignacio é o amor de sua vida. Quando o casal está quase se consolidando, Ignacio sofre um acidente de carro, indo para Mendoza, e morre, permanecendo Renata sem o seu amor. Esta um mês depois, se apaixona por um pianista e decide se mudar para a Europa com ele, mas na viagem, o avião cai e morrem dois. Passe um ano e que deu que Ignacio estava morto, não era. Ele está vivo, mas perdeu a memória. Estefania, a mãe de Carolina e primeira esposa do ex-marido de Renata, após a morte de seu amor, viaja para Mendoza, existe Julio, que é, na verdade, Ignacio e têm uma forte atração.

## Elenco
- Carolina Papaleo-Estefanía
- Sebastián Estevanez-Lucas Pinedo Guerrico
- Raúl Taibo-Ignacio Pinedo
- Sabrina Garciarena-Carolina Conforte
- Soledad Silveyra-Renata Guerrico de Conforte
- Gerardo Romano-Santiago
- Alicia Aller-Amanda
- Mónica Antonopulos-Malena
- Nicolás Pauls-Matias
- Arturo Bonín-Marcos Conforte
- Graciela Stéfani-Elena Guerrico de Pinedo
- Néstor Sánchez-Rocco Galerie
- Gigí Rua-Marta Méndez de Galerie
- Paula Siero-Andrea
- Maite Zumelzú-Silvana Méndez
- Gabriela Sari-Sofia Carrasco
- Federico Amador-Walter
- Matías Santoianni-Armando Valdés
- Erika Wallner-Patricia viuda de Guerrico
- Victoria Carreras-Ángela Rivera
- Mabel Pessen-Olimpia
- María Fernanda Neil-Valeria
- Pia Uribelarrea-Lidia
- Fabio Aste-Rolando
- Bárbara Napal González-Yuli
- Cristina Tejedor-Complise de Helena
- Verónica Romero-Marina
- Nicolás Mele-Vicente
- Gustavo Monje-Doctor
- Michelle Wiernik-Renata Guerrico (adolescente)

## Prêmios e Indicações
| Ano  | Prêmio                      | Categoria                    | Ator/atriz       | Resultado |
| ---- | --------------------------- | ---------------------------- | ---------------- | --------- |
| 2007 | Premio Martín Fierro        | Melhor Novela                | La leye del amor | Nomeada   |
| 2007 | Premio Martín Fierro        | Atriz protagonista de novela | Soledad Silveyra | Nomeada   |
| 2007 | Premio Martín Fierro        | Ator Protagonista de Novela  | Raúl Taibo       | Nomeado   |
| 2007 | Premios Clarín Espectáculos | Melhor ficção diaria drama   | La leye del amor | Nomeada   |